# Pediobius inexpectatus
Pediobius inexpectatus är en stekelart som beskrevs av Kerrich 1973. Pediobius inexpectatus ingår i släktet Pediobius och familjen finglanssteklar.
Artens utbredningsområde är Papua Nya Guinea. Inga underarter finns listade i Catalogue of Life.